# Верный Путь (Брянская область)
Верный Путь — посёлок в Брянском районе Брянской области, в составе Снежского сельского поселения. 
 Расположен в 3 километрах к югу от посёлка Путёвка, в 1 километре от западной окраины Брянска. Население — 43 человека (2010).
Возник в 1920-е годы, первоначально входил в Антоновский сельсовет; с 1930-х гг. по 1959 год — в Толмачевском сельсовете, затем в Супоневском, в 1970—1997 в Мичуринском.
В настоящее время со всех сторон окружён территориями садовых товариществ.
| Годы      | 1926 | 1979 | 1989 | 2002 | 2010 |
| --------- | ---- | ---- | ---- | ---- | ---- |
| Население | 63   | 126  | 66   | 48   | 43   |